# Wolfau
Wolfau är en ort och kommun i Österrike. Den ligger i distriktet Oberwart i förbundslandet Burgenland, i den östra delen av landet, 110 km söder om huvudstaden Wien.